# Monks Risborough
Monks Risborough är en ort i civil parish Princes Risborough, i kommunen Buckinghamshire, i England. Monks Risborough var en civil parish fram till 1934 när blev den en del av Princes Risborough, Longwick cum Ilmer och Great and Little Hampden. Civil parish hade 827 invånare år 1931. Byn nämndes i Domedagsboken (Domesday Book) år 1086, och kallades då Riseberge.